# الکس جکسون (بازیکن فوتبال، زاده ۱۹۰۵)

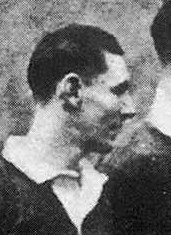
الکس جکسون در سال ۱۹۲۸

الکس جکسون  (۱۲ مهٔ ۱۹۰۵ – ۱۵ نوامبر ۱۹۴۶) یک بازیکن فوتبال اهل بریتانیا بود.
وی سابقه بازی دومبارتون، آبردین، هادرسفیلد تاون، چلسی و نیس و همین‌طور ۱۷ بازی و ۸ گل ملی برای تیم ملی فوتبال اسکاتلند را دارد.